# Archidiocèse de Mbandaka-Bikoro
L'archidiocèse de Mbandaka-Bikoro est un archidiocèse de la République démocratique du Congo. L'archevêché compte 898 000 habitants, dont 40,5 % sont catholiques, répartis en 33 paroisses. Il compte 62 prêtres et 157 religieux. L'archevêque métropolitain est à la tête d'une province ecclésiastique qui compte six diocèses. 

## Histoire
Le 11 février 1924, la préfecture apostolique de la Tshuapa est établie à partir de territoires du vicariat apostolique de Nouvelle-Anvers. Elle devient la préfecture apostolique de Coquilhatville le 28 janvier 1926 et est agrandie d'une partie du territoire du vicariat apostolique de Nouvelle-Anvers. Elle perd une partie de son territoire en 1931 pour établir la mission sui juris de Bikoro. Le 15 mars 1932, la préfecture apostolique devient un vicariat apostolique. 
Le 29 novembre 1959, la bulle Cum parvulum, qui prend la forme d'une constitution apostolique, est publiée, après son adoption par la curie le 9 novembre et sa signature le lendemain par le pape Jean XXIII. Ce texte réorganise les circonscriptions ecclésiastiques du Congo belge, transformant la plupart des vicariats apostoliques en diocèses. L'archidiocèse est ainsi érigé sous le nom d'archidiocèse de Coquilhatville le 10 novembre 1959. Il a alors quatre diocèses suffragants : Basankusu, Bikoro, Lisala et Molegbe.
Le 11 septembre 1961, il perd une partie de son territoire pour former le diocèse d'Ikela. En 1962 et 1964, il gagne deux diocèses suffragants : Lolo et Budjala. Le 30 mai 1966, il prend son nom actuel. 
Le 12 avril 1975, le diocèse de Bikoro est supprimé et son territoire est en partie intégré à l'archidiocèse de Mbandaka qui devient alors l'archidiocèse de Mbandaka-Bikoro.

### Histoire du diocèse de Bikoro
Le 3 janvier 1931, la mission sui juris de Bikoro est créée à partir de territoires du vicariat apostolique de Léopoldville et de la préfecture apostolique de Coquilhatville. 
Elle devient une préfecture apostolique le 25 juin 1940 puis un vicariat apostolique le 28 juin 1957. Le 10 novembre 1959, il devient un diocèse suffragant de l'archidiocèse de Coquilhatville. Il est supprimé le 12 avril 1975, intégré à l'archidiocèse de Mbandaka et du diocèse d'Inongo.

## Liste des ordinaires

### Préfet apostolique
- Eduard Van Goethem, M.S.C. (1924-1932)

### Vicaires apostoliques
- Eduard Van Goethem, M.S.C. (1932-1946)
- Hilaire Marie Vermeiren, M.S.C. (1947-1959)

### Archevêques
- Hilaire Marie Vermeiren (1959-1963)
- Pierre Wijnants, M.S.C. (1964-1977)
  - Frédéric Etsou Nzabi Bamungwabi, C.I.C.M. (1976-1977), archevêque coadjuteur
- Frédéric Etsou Nzabi Bamungwabi, C.I.C.M. (1977-1990), nommé archevêque de Kinshasa
- Joseph Kumuondala Mbimba (de) (1991-†2016)
  - Fridolin Ambongo Besungu, OFM. Cap, administrateur apostolique (5 mars 2016 - 12 novembre 2016[3])
- Fridolin Ambongo Besungu, OFM. Cap (12 novembre 2016[3]-6 février 2018), nommé archevêque coadjuteur de Kinshasa
- Ernest Ngboko Ngombe (de), C.I.C.M. (depuis le 23 novembre 2019)

### Ordinaires du diocèse de Bikoro

#### Supérieurs ecclésiastiques de la missionsui juris
- Leone Sieben (1931-1932), C.M.
- Felice de Kempeneer (1933-1938), C.M.
- André Windels (1939-1940), C.M., promu préfet apostolique

#### Préfets apostoliques
- André Windels (1940-1946), C.M.
- Camille Vandekerckhove (1946-1957), C.M., promu vicaire apostolique

#### Vicaire apostolique
- Camille Vandekerckhove (1957-1959), C.M., promu évêque

#### Évêque
- Camille Vandekerckhove (1959-1975), C.M.